# Ervín
Ervín je mužské křestní jméno germánského původu. Pochází ze starého německého jména Herwin, které vzniklo spojením slov heri a vini. Jeho význam se vykládá jako přítel vojska. Svátek slaví buďto 25. dubna, společně se jménem Marek, nebo 26. října, společně se jménem Erik.
Ženská podoba tohoto jména je Ervína, v Česku žije třináct nositelek tohoto jména.

## Domácké podoby
Mezi české domácké podoby jména Ervín patří Ervínek, Erva, Ervoš, Ervošek, Ervouš, Ervoušek apod.

## Obliba jména
Jméno Ervín již není příliš populární, stále se ovšem sporadicky mezi novorozenci vyskytuje. Nejvíce bylo populární s výjimkou druhé poloviny 40. let mezi dvacátými a sedmdesátými lety 20. století. K roku 2016 byl průměrný věk nositelů 60 let. Nejvíce nositelů tohoto jména žije na Hlučínsku, Karvinsku a Ostravsku.
Nositelů jména Ervín poměrně rychle ubývá, ještě do roku 2010 jich v Česku žilo více než tisíc.
| Rok  | Počet nositelů | Změna oproti předchozímu roku |
| ---- | -------------- | ----------------------------- |
| 2010 | 1 041          | –                             |
| 2011 | 977            | −6,15 %                       |
| 2012 | 931            | −4,71 %                       |
| 2013 | 903            | −3,01 %                       |
| 2014 | 881            | −2,44 %                       |
| 2015 | 857            | −2,72 %                       |
| 2016 | 827            | −3,5 %                        |

## Významné osobnosti
- Ervín Adam - americký epidemiolog československého původu
- Ervín Adamec – československý politik
- Erwin Auersperg – rakouský šlechtic
- Ervín Černý – český lékař a profesor
- Ervín Červinka – český politik
- Ervín Goj – český básník
- Ervín Hrych – český literární vědec
- Erwin Chargaff – americký biochemik
- Ervín Kukuczka – český kazatel, básník a publicista
- Ervin László – maďarský filozof a kybernetik
- Ervín Maršák – český legionář
- Ervín Oláh – český herec a hudební skladatel
- Erwein Schlik – český šlechtic a velkostatkář
- Ervín Schulhoff – český hudební skladatel
- Ervín Špindler – český spisovatel, básník, novinář a překladatel
- Ervín Tichý – československý politik
- Ervín Urban – český malíř, ilustrátor a grafik